# Kevin Randleman
Kevin Christopher Randleman, né le 10 août 1971 à Sandusky dans l'Ohio et mort 11 février 2016 à San Diego, est un pratiquant américain d'arts martiaux mixtes (MMA), champion des poids lourds de l'Ultimate Fighting Championship entre 1999 et 2000. Au cours de sa carrière, il s'entraîne avec le Hammer House de Mark Coleman.

## Biographie
Kevin Randleman est un ancien combattant américain d'arts martiaux mixtes et un ancien champion poids lourd UFC. Randleman est spécialiste en lutte. Il combat dans la catégorie 177 livres. De plus Randleman fut deux fois champion de la NCAA division I dans l'université de l'Ohio. Randleman a concouru chez les lourd-légers, dans des organisations telle que l'UFC, le Pride, WVR et le Strikeforce. Il est connu pour ses qualités athlétiques et sa puissance explosive. Il était auparavant associé à Mark Coleman dans la Team Hammer, mais il s'entraînait au gymnase Randy Couture à Las Vegas dans le Nevada.
Randleman meurt le 11 février 2016, à l'âge de 44 ans, d'une insuffisance cardiaque après avoir été admis à l'hôpital pour une pneumonie.

## Palmarès en MMA
| 33 combats     | 17 victoires | 16 défaites |
| Par KO         | 5            | 4           |
| Par soumission | 4            | 8           |
| Sur décision   | 8            | 4           |

| Résultat | Record | Adversaire            | Méthode                                         | Événement                                | Date              | Round | Temps | Lieu   | Notes |
| -------- | ------ | --------------------- | ----------------------------------------------- | ---------------------------------------- | ----------------- | ----- | ----- | ------ | ----- |
| Défaite  | 17-16  | Baga Agaev            | Soumission (clé de bras)                        | Pro FC: Randleman vs. Agaev              | 7 mai 2011        | 1     | 4:05  |        |       |
| Défaite  | 17-15  | Roger Gracie          | Soumission (étranglement arrière)               | Strikeforce: Heavy Artillery             | 15 mai 2010       | 2     | 4:10  |        |       |
| Défaite  | 17-14  | Stanislas Nedkov      | Décision partagée                               | World Victory Roads Presents: Sengoku 11 | 7 novembre 2009   | 3     | 5:00  |        |       |
| Défaite  | 17-13  | Mike Whitehead        | Décision unanime                                | Strikeforce: Lawler vs. Shields          | 6 juin 2009       | 3     | 5:00  |        |       |
| Victoire | 17-12  | Ryo Kawamura          | Décision unanime                                | Sengoku: Second Battle                   | 18 mai 2008       | 3     | 5:00  |        |       |
| Défaite  | 16-12  | Maurício Rua          | Soumission (clé de genou)                       | Pride 32: The Real Deal                  | 21 octobre 2006   | 1     | 2:35  |        |       |
| Victoire | 16-11  | Fatih Kocamis         | Décision unanime                                | Bushido Europe: Rotterdam Rumble         | 9 octobre 2005    | 2     | NC    |        |       |
| Défaite  | 15-11  | Kazuhiro Nakamura     | Décision unanime                                | Pride GP 2005: Total Elimination         | 23 avril 2005     | 3     | 5:00  |        |       |
| Défaite  | 15-10  | Mirko Filipovic       | Soumission (étranglement en guillotine)         | Pride: Shockwave 2004                    | 31 décembre 2004  | 1     | 0:41  |        |       |
| Défaite  | 15-9   | Ron Waterman          | Soumission (clé d'épaule)                       | Pride GP 2004: Final Conflict            | 15 août 2004      | 1     | 7:44  |        |       |
| Défaite  | 15-8   | Fedor Emelianenko     | Soumission (kimura)                             | Pride GP 2004: Critical Countdown        | 20 juin 2004      | 1     | 1:33  |        |       |
| Victoire | 15-7   | Mirko Filipović       | KO (coups de poing)                             | Pride GP 2004: Total Elimination         | 25 avril 2004     | 1     | 1:57  |        |       |
| Défaite  | 14-7   | Kazushi Sakuraba      | Soumission (Clé de Bras)                        | Pride GP 2003: Final Conflict            | 9 novembre 2003   | 3     | 2:36  |        |       |
| Défaite  | 14-6   | Quinton Jackson       | TKO (coups de poing)                            | Pride 25: Body Blow                      | 16 mars 2003      | 1     | 6:58  |        |       |
| Victoire | 14-5   | Murilo Rua            | TKO (coupure)                                   | Pride 24: Cold Fury 3                    | 23 décembre 2002  | 3     | 0:20  |        |       |
| Victoire | 13-5   | Kenichi Yamamoto      | TKO (coups de genou)                            | Pride 23: Championship Chaos 2           | 24 novembre 2002  | 3     | 1:16  |        |       |
| Victoire | 12-5   | Michiyoshi Ohara      | Décision unanime                                | Pride 22: Beasts From The East 2         | 29 septembre 2002 | 3     | 5:00  |        |       |
| Victoire | 11-5   | Brian Foster          | KO (coup de poing)                              | RFC 1: The Beginning                     | 13 juillet 2002   | 1     | 0:20  |        |       |
| Victoire | 10-5   | Renato Sobral         | Décision unanime                                | UFC 35: Throwdown                        | 11 janvier 2002   | 3     | 5:00  |        |       |
| Défaite  | 9-5    | Chuck Liddell         | KO (coup de poing)                              | UFC 31: Locked & Loaded                  | 4 mai 2001        | 1     | 1:18  |        |       |
| Défaite  | 9-4    | Randy Couture         | TKO (coups de poing)                            | UFC 28: High Stakes                      | 17 novembre 2000  | 3     | 4:13  |        |       |
| Victoire | 9-3    | Pedro Rizzo           | Décision unanime                                | UFC 26: Ultimate Field of Dreams         | 9 juin 2000       | 5     | 5:00  |        |       |
| Victoire | 8-3    | Pete Williams         | Décision unanime                                | UFC 23: Ultimate Japan 2                 | 19 novembre 1999  | 5     | 5:00  |        |       |
| Défaite  | 7-3    | Bas Rutten            | Décision partagée                               | UFC 20: Battle for the Gold              | 7 mai 1999        | 1     | 21:00 |        |       |
| Victoire | 7-2    | Maurice Smith         | Décision unanime                                | UFC 19: Ultimate Young Guns              | 5 mars 1999       | 1     | 15:00 |        |       |
| Défaite  | 6-2    | Tom Erikson           | KO (coup de poing)                              | Brazil Open '97                          | 15 juin 1997      | 1     | 1:11  |        |       |
| Victoire | 6-1    | Gustavo Homem de Neve | Soumission (coups de coude)                     | Brazil Open '97                          | 15 juin 1997      | 1     | 2:21  |        |       |
| Défaite  | 5-1    | Carlos Barreto        | Soumission technique (étranglement en triangle) | Universal Vale Tudo Fighting 6           | 3 mars 1997       | 1     | 22:24 | Brésil |       |
| Victoire | 5-0    | Mário Neto            | Soumission (coups de poing)                     | Universal Vale Tudo Fighting 6           | 3 mars 1997       | 1     | 11:24 |        |       |
| Victoire | 4-0    | Ebenezer Fontes Braga | Décision                                        | Universal Vale Tudo Fighting 6           | 3 mars 1997       | 1     | 20:00 |        |       |
| Victoire | 3-0    | Dan Bobish            | Soumission (coups de poing)                     | Universal Vale Tudo Fighting 4           | 22 octobre 1996   | 1     | 5:50  |        |       |
| Victoire | 2-0    | Geza Kalman           | TKO (coups de poing)                            | Universal Vale Tudo Fighting 4           | 22 octobre 1996   | 1     | 7:37  |        |       |
| Victoire | 1-0    | Luiz Carlos Macial    | Soumission (coups de poing)                     | Universal Vale Tudo Fighting 4           | 22 octobre 1996   | 1     | 5:14  |        |       |